# アラメダ・セントラル

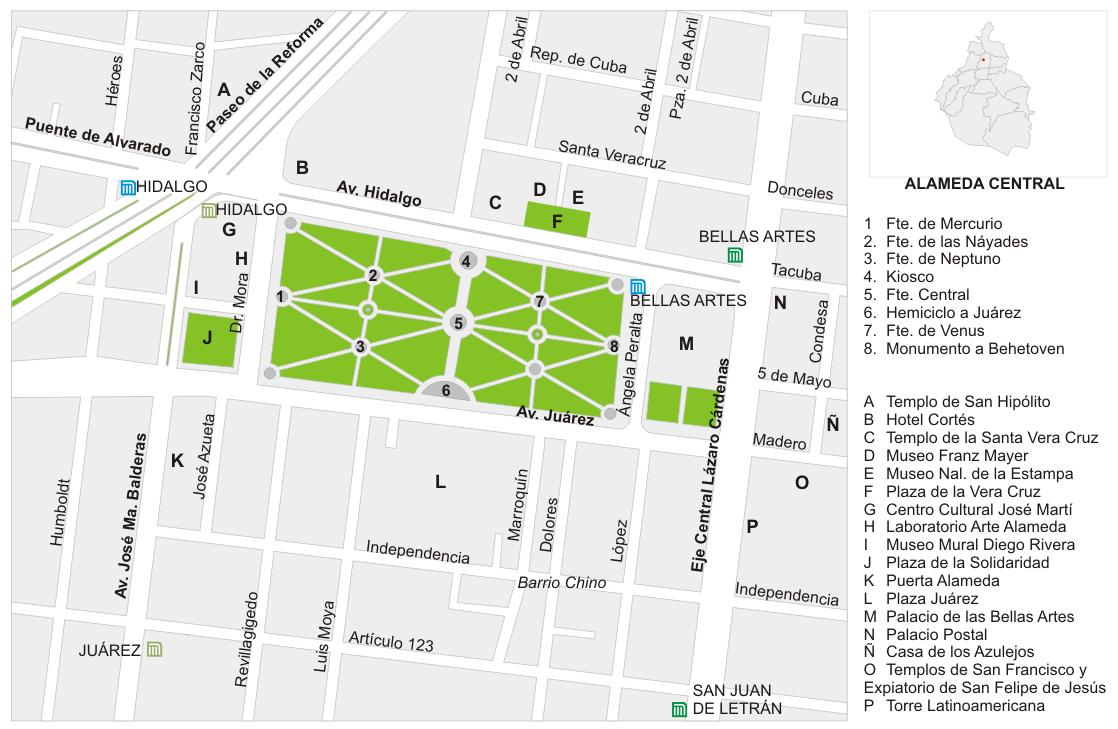
アラメダ・セントラルと周辺の地図

アラメダ・セントラル（スペイン語: Alameda Central）は、メキシコシティ中心部にある都市公園。1592年に設立された、アメリカ大陸最古の公園である。クアウテモク区のフアレス通りとイダルゴ通りの間に位置し、ベジャス・アルテス宮殿に隣接している。

## 概要
アラメダ・セントラル公園は緑地公園で、舗装された道路、装飾的な噴水、多数の像が設置されている。しばしばイベントに使用される。公園の名称はスペイン語でポプラを意味するアラモ(álamo)に由来し、ポプラが植えられていたためにこう呼ばれた。アラメダ・セントラルが伝統的なメキシコの公園の象徴となったため、メキシコ国内の多数の公園が「アラメダ」の名をもつ。
メキシコシティ地下鉄2号線および8号線のベジャス・アルテス駅が最寄り駅である。

## 美術

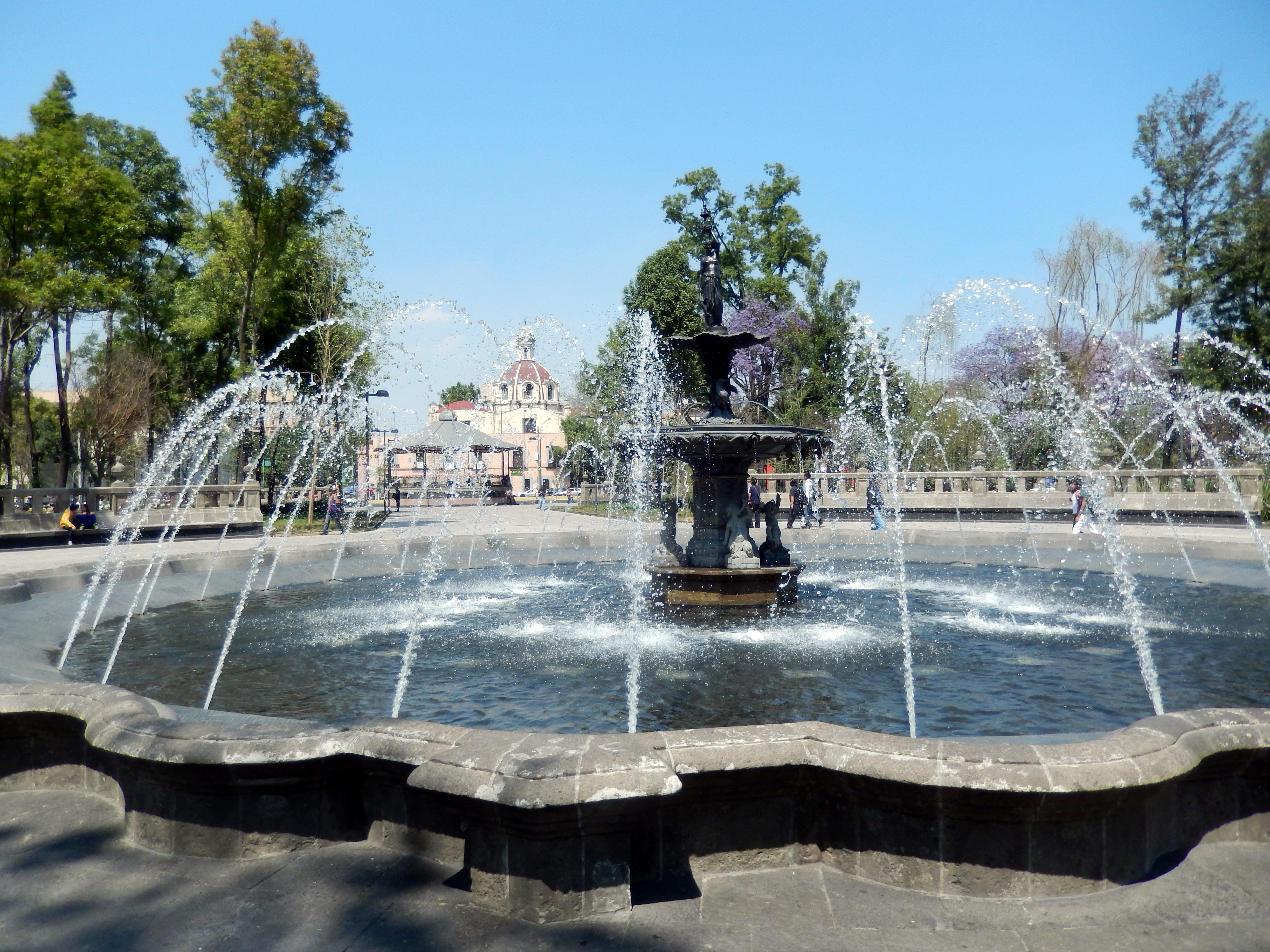
中央の噴水

公園内はさまざまな噴水や彫刻に満ちている。ベートーヴェンのモニュメント、ベニート・フアレスの半円建造物、アレクサンダー・フォン・フンボルトの像、「絶望」(Desespoir)と題された裸婦像、「マルグレ・トゥー」(Malgré tout)と題された鎖をつけられた裸婦の像、メルクリウスの噴水、ネプトゥーヌスの噴水、ウェヌスの噴水、アメリカ州の噴水（中央の噴水）、「春」と題された噴水、ダナイデスの噴水などがある。

## 歴史
アステカ時代には市場があった。1592年、副王ルイス・デ・ベラスコ2世はメキシコシティの住民のために公共の緑地を造ることを命じた。公園の建設は当時の市の西端を開発する副王の計画の一部であった。
元々の公園は現在のものの半分未満の大きさであり、今のベジャス・アルテス宮殿からベニート・フアレスの半円建造物があるあたりまでであった。西半分はもともとメキシコの異端審問の時代に造られた広場であり、エル・ケマデロ（燃やす場所）と呼ばれていた。ここで魔女や審問官に有罪とされた者が火あぶりにされた。1760年代には異端審問は終わりに近づき、1770年に副王デ・クロワは広場を取り壊して公園を拡張した。1791年に公園はふたたび拡張され、副王レビジャヒヘド伯爵は周りに木の柵を作って貴族だけが使えるようにした。しかし1821年にメキシコが独立すると、アラメダは一般の祝典の中心になった。1846年にサンタ・アナ大統領がメキシコシティに入城したとき、彼は公園の噴水をアルコールで満たすように命じた。
5つの噴水はギリシア・ローマ神話にもとづくフランス式の設計である。19世紀にはさらに多くの像が追加された。1868年にガス灯が設置され、1892年には電灯に置きかえられた。19世紀末までに公園はメキシコのすべての階級の人々にとって一般的なものになった。現在の噴水から放射状に伸びる道路や中央の亭といった配置の大部分は19世紀後半から20世紀前半に設計されたものである。「マルグレ・トゥー」はヘスース・フルクトゥオーソ・コントレーラスの作品であり、ベートーヴェンのモニュメントは第9交響曲作曲百周年を記念してドイツ系メキシコ人コミュニティから寄贈された。
2012年5月から12月までかけて公園が再整備された。傷んだ舗装を大理石に置きかえ、緑地が改良され（新しい樹木も植えられた）、照明ポールが新しくなり、ベンチや噴水などが改良された。整備の一環として多数いた物売りは公園内での営業を禁じられた。